# Europastraße 471
Die Europastraße 471 (kurz: E 471) ist ein Teil des internationalen Straßennetzes. Die grob in Nord-Süd-Richtung verlaufende, 204 Kilometer lange Europastraße führt von Mukatschewo (ukrainisch Мукачево) in der Ukraine bis nach Lemberg (ukr. Львів).

## Streckenverlauf
Die E 471 beginnt bei Mukatschewo, einer Stadt in der Oblast Transkarpatien, an der Kreuzung mit der E 58 und der E 81. Sie führt dann auf der M 06 in nördlicher Richtung, zunächst gemeinsam mit der E 50, nach Tschynadijewe, Dolyna, Tucholka, Kosjowa und Skole weiter nach Stryj. Dort zweigt die E 50 nach Osten ab. Die E 471 verläuft weiter nach Norden. Passiert wird Mykolajiw, bis schließlich Lemberg erreicht wird. 